# Liste der Kulturdenkmäler in Alna (Oslo)
Die Liste der Kulturdenkmäler in Alna (Oslo) enthält die vom Riksantikvaren gelisteten Kulturgüter im Osloer Stadtteil Alna. Nicht alle der gelisteten Kulturgüter stehen unter Denkmalschutz, können aber Teil eines denkmalgeschützten Ensembles sein oder ihre Veränderung muss mit dem Riksantikvaren abgesprochen werden. Die Denkmalnummer führt mit einem Link zur Beschreibungsseite kulturminnesøk des Riksantikvaren.

## Liste der Kulturdenkmäler in Alna
| Bild           | Bezeichnung                                 | Lage       | Art                          | Datierung       | Beschreibung | Denkmal- nummer |
| -------------- | ------------------------------------------- | ---------- | ---------------------------- | --------------- | --- | --------------- |
| weitere Bilder | Furuset Kirche (norw.: Furuset kirke)       | Alna Karte | Bauwerk: Kirche (ersetzt)    | Mittelalter     | die heutige Kirche ist aus dem Jahr 1980 | 84213           |
| weitere Bilder | Haugerud Kirche (norw.: Haugerud kirke)     | Alna Karte | Bauwerk: Kirche              | 1975            | steht nicht unter Denkmalschutz | 84500           |
| BW             | Hovin Kirche (norw.: Hovin kirke)           | Alna Karte | Bauwerk: Kirche (abgegangen) | Mittelalter     | | 84648           |
| weitere Bilder | Østre Aker Kirche (norw.: Østre Aker kirke) | Alna Karte | Bauwerk: Kirche              | 1860            | neo-gotisch | 85915           |
| weitere Bilder | Gut Teisen (norw.: Teisen gård)             | Alna Karte | Hofanlage                    | 19. Jahrhundert | Das eingeschossige Hauptgebäude im Empirestil ist das einzige bewahrte Gebäude des Hofes. Das letzte Nebengebäude wurde 1980 abgerissen. Teile der Gartenanlage mit Apfelbäumen und einer Allee sind bewahrt. | 86203           |
| weitere Bilder | Bakås Schanze (norw.: Bakås skanse)         | Alna Karte | Verteidigungsanlage          | 18. Jahrhundert | | 118039          |

- Karte mit allen Koordinaten:
- OSM |
- WikiMap